# Inaudita altera parte
Inaudita altera parte è una locuzione latina traducibile in lingua italiana come: non udita l'altra parte.
L'espressione ricorre in ambito giuridico, in particolare nella redazione di un ricorso (vocatio iudicis), per chiedere al giudice l'emissione di un provvedimento senza l'instaurazione del contraddittorio, così da fronteggiare situazioni in cui il trascorrere del tempo cagionerebbe un danno al diritto per il quale si chiede tutela.
La richiesta d’emissione di un provvedimento con la formula "inaudita altera parte" è una deroga al principio generale del contraddittorio che, per converso, è sintetizzato dall'espressione latina "audiatur et altera pars" (sia sentita anche l'altra parte) e per il quale nessun soggetto può subire gli effetti di un provvedimento giudiziario senza aver avuto la possibilità di resistere alle pretese altrui prendendo parte al processo.